# Stazione di Tarvisio Centrale
La stazione di Tarvisio Centrale,  ubicata a nord dell'abitato del comune di confine friulano, in via Friuli, ha rappresentato la stazione centrale e principale di Tarvisio e, fino al 2000, ha funzionato come scalo internazionale di trasmissione fra la rete ferroviaria austriaca e quella italiana.

## Storia

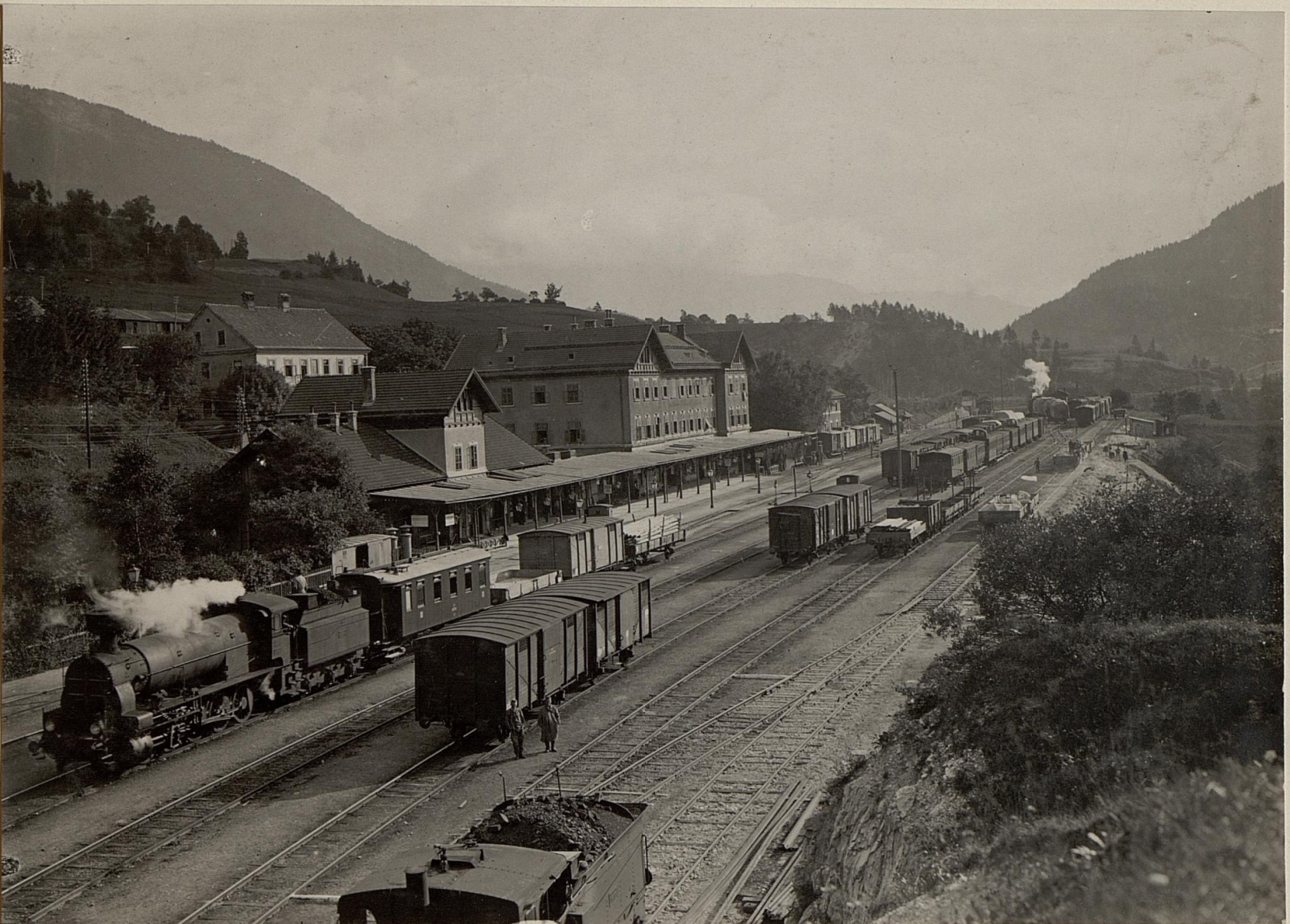
La stazione come si presentava il 12 agosto 1916.

La stazione fu aperta il 25 novembre 1873, con il completamento del tratto Tarvisio-Villaco della ferrovia Rodolfiana. La stazione fu allacciata alla linea proveniente da Lubiana grazie a un raccordo che attraversava l'orrido dello Slizza su un ponte metallico in ferro e per questo sostituì la prima stazione di Tarvisio che fu parzialmente abbandonata.
Ai tempi sotto l'Impero austro-ungarico, la stazione ebbe la denominazione in lingua tedesca di Tarvis e fu gestita dalla Kaiserlich-königliche privilegierte Kronprinz Rudolf-Bahn Gesellschaft (KRB, Imperial Regia privilegiata della ferrovia del Principe ereditario Rodolfo) che aveva ottenuto negli anni precedenti il privilegio di costruire ferrovia proveniente da Sankt Valentin e da Villaco
L'11 ottobre 1879 fu aperta la ferrovia Pontebbana, proveniente da Udine, che attraversava l'allora confine fra Austria e Italia tra gli scali di Pontebba e di Pontafel. Cinque anni dopo, la stazione, come tutti gli impianti della KRB, fu nazionalizzata e passò alle Ferrovie Imperiali dello stato austriaco.
Dopo la prima guerra mondiale e a seguito del trattato di Saint-Germain-en-Laye, il confine fra Italia e Austria fu spostato. La stazione fu quindi ribattezzata in italiano Tarvisio e divenne stazione internazionale di trasmissione: uno scalo ferroviario presso il quale si incontravano i servizi della rete ferroviaria italiana, gestiti dalle FS sulla Pontebbana, quelli della rete austriaca, sulla Rudolfiana, e di quelli jugoslavi, sulla Tarvisio-Lubiana.
Tra giugno e agosto 1923, l'impianto fu ribattezzato Tarvisio Sobborgo, mentre dal 16 agosto dell'anno seguente divenne Tarvisio Centrale.
Dopo la seconda guerra mondiale fu chiuso il confine con la Jugoslavia e il servizio fra Tarvisio e Fusine Laghi fu esercito dalle FS per poi essere soppresso nel 1965. Negli anni sessanta del XX secolo, la Pontebbana fu interessata da lavori di potenziamento e fu eretto un nuovo fabbricato viaggiatori, inaugurato nel novembre 1969.
Nel 2000, fu completata la nuova linea Pontebbana, più veloce e meno tortuosa della precedente. Di conseguenza, il 26 novembre di quell'anno Tarvisio Centrale fu soppressa per essere sostituita da Tarvisio Boscoverde, che fu costruita nei pressi del rilevato abbandonato della Tarvisio-Lubiana e della stazione di Tarvisio Vecchia.

## Strutture e impianti
La stazione era dotata di un fabbricato viaggiatori, al 2018 esistente, e di un magazzino merci con piano caricatore annesso.
Il vasto piazzale binari comprendeva anche il triangolo ferroviario che collegava la Tarvisio-Lubiana alla Pontebbana.